# Święto Soli
Święto soli – cykliczna impreza plenerowa organizowana od 2003 roku przez Muzeum Żup Krakowskich Wieliczka na dziedzińcu Zamku Żupnego. W 2024 roku przyciągnęła prawie 6000 osób.
Podczas święta prezentowane są dawne techniki produkcji soli – na rozpalonych ogniskach odparowywuje się solankę. W zabawach mogą uczestniczyć wszyscy, którzy zgromadzili się na zamkowym dziedzińcu. Dla najmłodszych przewidziano warsztaty edukacyjne, podczas których dzieci lepią naczynia z masy solnej, malują porcelanowe solniczki.
W programie pojawiają się  także prezentacje multimedialne obrazujące m.in. dawne techniki transportu soli. Dużym powodzeniem cieszą się inscenizacje: pakowania na konne wozy beczek z solą, kruszenia soli czy sporu kupców o prawo wywozu soli. Na dziedzińcu dominuje średniowieczna scenografia, można natknąć się zarówno na  woja jak i na bednarza właśnie wykonującego beczkę. Impreza ma charakter interaktywny, każdy może na chwilę przenieść się w czasie i stać się np. powroźnikiem wykonującym liny. Dla żądnych mocnych wrażeń przewidziano zjazd na linie z zamkowej baszty.
Rokrocznie do wpółpracy zapraszane jest miasto w Polsce w jakiś sposób związane z solą gdzie organizuje się drugą część imprezy.